# Любовь Рязанская
Любовь Рязанская, Любовь Семёновна Сухановская (Суханова) (28 августа 1852 года, Рязань — 21 февраля 1921 года (по другим данным, 1920), Рязань) — местночтимая святая Рязанской епархии Русской православной церкви. День памяти — 8 (21) февраля, 10 (23) июня в соборе Рязанских святых.

## Биография
Любовь Семёновна родилась в 1852 году в уездном городе Пронске, в бедной мещанской семье Семёна и Марии Сухановских (Сухановых). Затем  они переехали в Рязань. Любовь была расслабленной, не могла ходить и стоять на ногах. Согласно житию, в 15 лет, когда она была в доме одна, перед ней явился святитель Николай Чудотворец и возвестил: «Вставай, Люба, ходи и юродствуй!». После этого она выздоровела.
Готовясь принять подвиг юродства, она провела 3 года в затворе, заключив себя дома в простенок между печью и стеной. После этого она вышла к людям. С 1903 года и до своей кончины Любовь вместе с матерью и сестрой жила рядом с домом их духовника, протоиерея Иоанна Добротворского, священника храма в честь Входа Господня в Иерусалим. Втроем они занимали комнату площадью около 9 кв. м.
Любовь стала посещать все городские храмы Рязани, также любила бывать в Казанском монастыре. Её часто видели на улицах, в купеческих лавках или в домах у знакомых. Она молилась за людей, давала советы, предостерегала от опасностей. Блаженная Любовь могла зайти в лавку к богатому купцу и взять без спроса то, что ей нужно, однако купец знал, что торговля в этот день будет удачной. Пищу, которую ей давали, она отдавала нуждающимся. Её очень любили нищие и бедняки. 
Согласно житию, Любовь была прозорливой, незнакомых с нею людей называла по именам и отвечала на еще не заданный вопрос. Часто свою прозорливость она показывая на вырезанных бумажных фигурках. Она вырезала то, кому что было предназначено: если путешествие — лошадку или паровозик, если замужество — венец, если смерть — гроб и т. п. Когда в доме прятали ножницы, то выщипывала фигурки пальцами. Предсказания сбывались. Смех над ней она переносила благодушно и терпеливо. Она любила розовый цвет и даже просила, чтобы после смерти её гроб обили розовой тканью.
В 1917 году перед свержением царя Николая II Любовь ходила по улицам и повторяла: «Стены иерихонские падают, стены иерихонские падают». В начале 1920 или 1921 года Любовь простудилась и заболела воспалением лёгких. Она умерла 21 февраля 1920 или 1921 года. Её гроб обили марлей розового цвета, купленной Елизаветой, в молодости хорошо знавшей блаженную. На похоронах блаженной улицы напоминали живую стену из плачущего народа. Вскоре над могилой блаженной Любови был установлен памятник.
12 января 1987 года по решению Рязанского и Касимовского архиепископа Симона (Новикова) Любовь была признана местночтимой святой, и её имя было включено в Собор Рязанских святых. В 1992 году братией Свято-Иоанно-Богословского монастыря на её могиле на Скорбященском кладбище Рязани была поставлена часовня.
В июне 1998 года её мощи были обретены и перенесены в Успенский собор Рязанского кремля. После торжеств, посвященных 800-летию Рязанской епархии, они были перенесены в рязанский Николо-Ямской храм, в котором находятся и в настоящее время.
В 2006 году рака с мощами святой Любови была перенесена на левый клирос вновь освящённого Введенского придела Николо-Ямского храма.